# Ugo Scalori
Ugo Scalori (Mantova, 25 giugno 1871 – Roma, 13 novembre 1937) è stato un politico e banchiere italiano, sindaco di Mantova dal 1900 al 1905.

## Biografia
Conseguità la laurea in Scienze economiche e commerciali presso l'Università di Venezia partecipò alla vita politica della città natale nelle file del Partito Radicale. Fu eletto la prima volta consigliere comunale nel 1899. Dopo breve tempo, il 27 giugno 1900, fu eletto sindaco, carica che mantenne fino al 6 settembre 1906.
La carriera politica di Ugo Scalori proseguì a livello nazionale a partire dall'elezione generale del 7 marzo 1909 quando fu eletto alla Camera dei deputati nel collegio di Mantova, collegio nel quale fu rieletto il 2 novembre 1913. Infine fu nominato senatore del Regno d'Italia il 3 ottobre 1920; del Senato fu segretario della presidenza e poi questore.
Scalori fu combattente volontario nella prima guerra mondiale e nel 1919 partecipò al governo Orlando come sottosegretario all'assistenza militare e alle pensioni di guerra. Iniziò allora l'avvicinamento alle idee fasciste tanto che nel 1923 accettò la tessera ad honorem di iscrizione al partito fascista.
Contemporaneamente, dopo un periodo d'insegnamento presso l'istituto commerciale della cittè natale, intraprese nel 1920 l'attività di banchiere divenendo, fino alla morte, presidente del maggior istituto di credito della provincia di Mantova, la Banca Agricola Mantovana.
Dal 1924 fu presidente dell'Istituto nazionale di credito per la cooperazione che poi avrebbe preso la denominazione attuale di Banca nazionale del lavoro (1929).
Massone, fu iniziato il 17 aprile 1913 nella loggia di Roma  "Propaganda Massonica", appartenente al Grande Oriente d'Italia.

## Opere
- Gl'infortuni del lavoro nella teoria e nella pratica, Mantova, Stab. lit. tip. A. Mondovi, 1898 (Saggio Monografico).
- Gl'infortuni del lavoro nella teoria e nella legge, Mantova, Stab. lit. tip. A. Mondovi, 1898 (Saggio Monografico).
- Poesie in dialetto mantovano di Ferruccio Ferretti, prefazione di Ugo Scalori, Milano, Arnoldo Mondadori Editore, 1925.